# Crossfire
Crossfire je píseň amerického rockového zpěváka Brandona Flowerse, který je členem americké rockové skupiny The Killers. Píseň pochází z jeho debutového studiového alba Flamingo. Produkce se ujal producent Brendan O'Brien.

## Hitparáda
| Žebříček    | Příčka |
| ----------- | ------ |
| Kanada      | 70     |
| Anglie      | 8      |
| Německo     | 34     |
| Evropa      | 23     |
| Nový Zéland | 22     |
| Nizozemsko  | 19     |
| Švýcarsko   | 35     |